# Culex crassicomus
Culex crassicomus är en tvåvingeart som beskrevs av Donald Henry Colless 1965. Culex crassicomus ingår i släktet Culex och familjen stickmyggor. Inga underarter finns listade i Catalogue of Life.